# Limpiville
Limpiville település Franciaországban, Seine-Maritime megyében. Lakosainak száma 399 fő (2022. január 1.). Limpiville Bénarville, Daubeuf-Serville és Ypreville-Biville községekkel határos.

## Népesség
A település népességének változása:
| Lakosok száma | 348  | 357  | 369  | 370  | 376  | 380  | 391  | 392  | 399  |
|               | 2013 | 2015 | 2016 | 2017 | 2018 | 2019 | 2020 | 2021 | 2022 |